# Thingiverse
Thingiverse est un site web dédié au partage de fichiers d'impression 3D numérique créés par des particuliers. Fournissant principalement des conceptions matérielles libres sous Creative Commons, le site permet aux contributeurs de sélectionner un type de licence Creative Commons pour les conceptions qu'ils partagent sur la plateforme. Le code OpenSCAD est disponible et permet à certaines créations d'être modifiées en dehors de la plateforme. Les imprimantes 3D, les découpeuses laser, les fraiseuses et d'autres outils peuvent être utilisés pour créer physiquement les objets à partir des fichiers partagés.

## Utilisateurs
Thingiverse est largement utilisé par les communautés de Maker, notamment investit au sein du projet RepRap. Mais également par les opérateurs d'imprimantes 3D et MakerBot. De nombreux projets techniques utilisent Thingiverse comme référentiel pour l'innovation partagée et la diffusion de plan imprimable au public. De nombreux fichiers objets sont destinés à des fins de réparation, de décoration ou d'organisation.

## Histoire
Thingiverse a été lancé en novembre 2008 par Zach Smith en tant que site compagnon de MakerBot Industries, une entreprise de fabrication de kits d'imprimantes 3D DIY. En 2013, Makerbot et Thingiverse ont été rachetés par Stratasys, qui ont privatisé le projet open source autrefois porté par Zach Smith.
En novembre 2012, 25 000 conceptions avaient été téléversés sur Thingiverse ; en juin 2013, le total dépassait 100 000 La 400 000e "chose" a été publiée le 19 juillet 2014. 

## Administration
Le site appartient à MakerBot Industries qui possède un droit de regard absolu sur les « choses » postées sur Thingiverse.
Dans ses conditions d'utilisation générale, Thingiverse indique que les utilisateurs ne doivent pas inclure de contenu qui « contribue à la création d'armes, de matériels illégaux ou de contenus répréhensibles ». En 2012, MakerBot a supprimé des plans disponibles pour imprimer un pistolet en 3D. En réponse, les concepteurs du pistolet ont lancé le site DEFCAD, conçu pour héberger les fichiers « censurés » de Thingiverse.